# Bruille-lez-Marchiennes
Bruille-lez-Marchiennes là một xã ở tỉnh Nord trong vùng Hauts-de-France, Pháp.